# 26935 Vireday
26935 Vireday este un asteroid din centura principală de asteroizi.

## Descriere
26935 Vireday este un asteroid din centura principală de asteroizi. A fost descoperit pe 15 martie 1997 la Flagstaff USNO de C. B. Luginbuhl. Asteroidul prezintă o orbită caracterizată de o semiaxă mare de 2,31 ua, o excentricitate de 0,11 și o înclinație de 7,9° în raport cu ecliptica.